# Carville-Pot-de-Fer
Carville-Pot-de-Fer är en kommun i departementet Seine-Maritime i regionen Normandie i norra Frankrike. Kommunen ligger i kantonen Ourville-en-Caux som tillhör arrondissementet Le Havre. År 2022 hade Carville-Pot-de-Fer 103 invånare.

## Befolkningsutveckling
Antalet invånare i kommunen Carville-Pot-de-Fer
| Referens: INSEE |